# Zirkumzenitalbogen

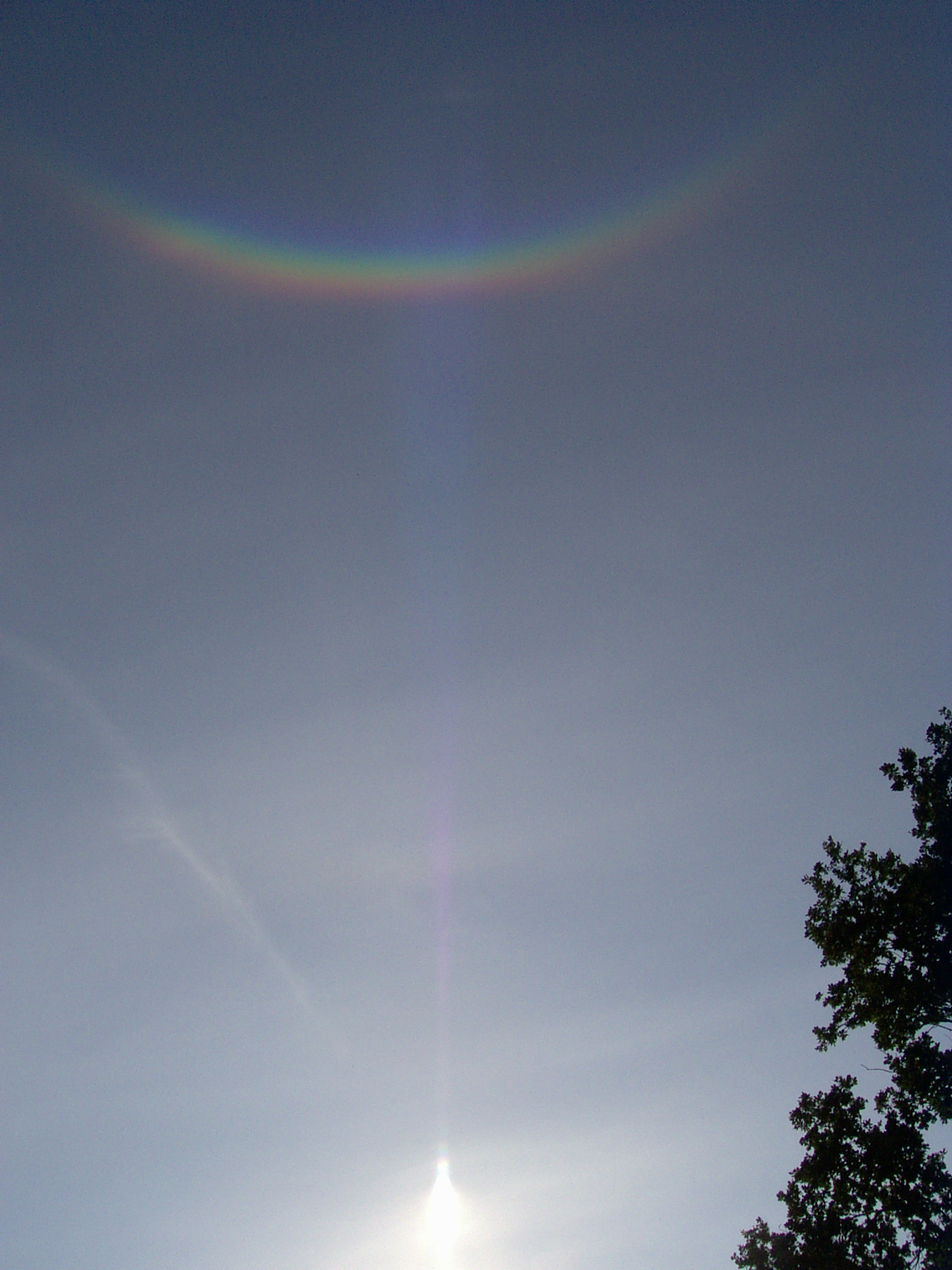
Zirkumzenitalbogen

Der Zirkumzenitalbogen ist eine der farbenprächtigsten Haloerscheinungen und tritt häufig zusammen mit einer Nebensonne auf.

## Erscheinungsform
Ein Zirkumzenitalbogen verläuft kreisförmig um den Himmelszenit herum, wobei jedoch maximal nur das der Sonne zugewandte Viertel dieses Kreises sichtbar ist. Die Erscheinung ähnelt einem „auf dem Kopf stehenden“ Regenbogen, dessen sonnennächster Punkt 48° über der Sonne liegt. Ein Zirkumzenitalbogen kann nur bis zu einer Sonnenhöhe von ca. 32° entstehen, am besten ist er bei Sonnenhöhen von 15° bis 25° sichtbar.
Steht die Sonne nahezu im Zenit, kann man unter ihr manchmal einen Zirkumhorizontalbogen beobachten.

## Entstehung

Zirkumzenitalbogen mit Mutterwolke

Ähnlich wie bei einer Nebensonne wird das Sonnenlicht von horizontal schwebenden Eiskristallen in dünnen Eiskristallwolken gebrochen. Es trifft beim Zirkumzenitalbogen jedoch auf die Basisfläche des Eiskristalls auf, wird gebrochen und tritt aus der Seitenfläche des Kristalls wieder aus. Die Ablenkung des Strahls beträgt dabei ungefähr 48°. Dies führt auch dazu, dass der Scheitelpunkt des Zirkumzenitalbogens in einem Winkel von 48° zur Sonne steht.
Ein Sonnenstand über 32,2° führt dazu, dass der Strahlaustritt an der Seitenfläche durch Totalreflexion verhindert wird. Durch Rotation der Kristalle um ihre vertikale Achse wird ein Kreisbogen sichtbar, da die Seitenflächen, durch die der Lichtstrahl austritt, in alle Himmelsrichtungen weisen können. Dabei bleibt der Ablenkwinkel zur Vertikalen gleich, es ändert sich nur die Ausfallrichtung
in der horizontalen Ebene.
Die zu beobachtenden brillanten Farben der Zirkumzenital- und Zirkumhorizontalbögen werden durch den Vergleich der Dispersion und der Intensitätsverteilung für einzelne Farben deutlich. Durch Brechung an einer 90°- Eiskante führt die Dispersion zu einer Aufspaltung des Halos zwischen Rot und Blau von ungefähr 2°. Des Weiteren ist der Intensitätsverlauf einer einzelnen Farbe in einem Winkelbereich von nur einem halben Grad konzentriert. Andererseits gibt es für die Farbbereiche auch keine schwach abfallende Verteilung der Intensität, so wie dies beim Regenbogen und bei den Nebensonnen der Fall ist. Entsprechend überlagern sie sich weniger und die Farben sind reiner, das heißt näher an den Spektralfarben und weniger Mischfarben.

## Auftreten
Voraussetzung ist – wie bei allen Halos – das Vorhandensein von geeigneten Eiskristallen in der Atmosphäre. Häufig treten sie bei Cirrus- und Cirrostratus-Bewölkung auf. Sie können aber auch bei Eisnebel und bei Polarschnee vorkommen. Ferner können sie an Fallstreifen entstehen, sofern diese aus Eiskristallen bestehen.

## Beobachtbarkeit und Häufigkeit
Ein Zirkumzenitalbogen ist in etwa ebenso häufig wie ein Regenbogen beobachtbar. Da er sich jedoch nahe am Himmelszenit befindet, wird man selten auf ihn aufmerksam, da diese Blickrichtung für einen Menschen eher unüblich ist. An Tagen, an denen eine Nebensonne sichtbar ist, empfiehlt es sich daher, den Blick nach oben zu richten, denn oft gehen beide Erscheinungen miteinander einher. Bei einer Sonnenhöhe von ca. 20° erreicht der Zirkumzenitalbogen seine größte Intensität und kann eine größere Leuchtkraft als ein Regenbogen haben.